# Grono.net
Grono.net – polski społecznościowy serwis internetowy, który działał w latach 2004–2012.
Strona należała do gatunku „sieci społecznych”. Początkowo opierała się na badaniach amerykańskiego psychologa społecznego Stanleya Milgrama (według jego teorii między dwiema dowolnymi osobami na Ziemi istnieje ciąg średnio sześciu znajomych). Na witrynie istniała możliwość sprawdzenia liczby kontaktów łączących użytkownika z dowolnym użytkownikiem grona. Witryna pozwalała na udostępnienie swoich danych (w zakresie określanym przez użytkownika), dzięki czemu można było np. odnaleźć dawno nie widzianego znajomego czy zawrzeć nowe przyjaźnie. Użytkownicy serwisu dopisywali swoich znajomych do własnej listy oraz mogli też przeglądać listy znajomych innych użytkowników.
Przez pierwsze lata funkcjonowania Grono.net było serwisem zamkniętym, co oznacza, że zarejestrować się można było dopiero po otrzymaniu zaproszenia od osoby, która była już jego użytkownikiem (co miało zapobiegać pojawianiu się tam przypadkowych osób). Z poziomu strony głównej było możliwe wyszukanie tzw. profilu publicznego któregoś z „gronowiczan” i wysłanie mu prośby o zaproszenie do grona. Później każdy mógł zostać użytkownikiem serwisu, samodzielnie w nim się rejestrując, zaproszenia nie były wymagane.
Grono.net zawierało tysiące forów dyskusyjnych (tzw. „gron tematycznych”), gdzie można było rozmawiać na dowolny temat. Każde grono tematyczne posiadało moderatora, a mógł je założyć każdy użytkownik, który wykupił funkcję „gronowładnego”. Grona dzieliły się na otwarte (dostępne dla wszystkich użytkowników) i zamknięte (na życzenie założyciela dostępne tylko dla wybranej grupy osób) oraz półprywatne. Na grono.net można było znaleźć też ogłoszenia oraz informacje o wydarzeniach kulturalnych.
Strona była darmowa, a opłaty pobierane były tylko za możliwość zostania „gronowładnym”, dzięki czemu użytkownik otrzymywał szereg dodatkowych przywilejów w serwisie (np. uprawnienia moderatora).

## Historia Grono.net
Twórcami serwisu Grono.net byli: Piotr Bronowicz (Bronek), Tomasz Lis (Czarodzic) i Wojciech Sobczuk (Sopel). Prace przygotowawcze i opracowanie serwisu społecznościowego rozpoczęli w lipcu 2003. Wojciech Sobczuk odpowiadał za silnik serwisu, Piotr Bronowicz przygotował serwis od strony graficznej i kreatywnej, a Tomasz Lis zajął się planowaniem i finansowaniem przedsięwzięcia.
Serwis pod nazwą „Grono.net” został uruchomiony 21 lutego 2004. W listopadzie 2004 do zespołu dołączył Robert Rogacewicz (Gizmuf), który przejął obowiązki Lisa, któremu zaczęto odmawiać prawa do bycia jednym ze współautorów serwisu

## Rozwój firmy
W ciągu pierwszego miesiąca istnienia zgromadziła 200 użytkowników, w ciągu pierwszego roku ponad 60 tys. W 2005 Grono zmieniło layout oraz wprowadziło system ogłoszeń. Pod koniec 2005 serwis liczył 510 tys. użytkowników. We wrześniu 2006 przekraczała 900 tys. W serwisie rozpoczęto wzmożone prace nad engine serwisu i jego stabilnością. W ramach dostosowania technologii do rosnącego ruchu, strony Grono.net stopniowo przepisywano z języka Java na Python. Pojawiły się nowe funkcje takie jak mapy, geolokalizacja, galerie gronowe czy wydarzenia.
Kwartalny przyrost liczby użytkowników w pierwszych latach działalności (w zaokrągleniu)
| Rok  | Kw. | Użytkownicy     |
| ---- | --- | --------------- |
| 2004 | I   | 200             |
| 2004 | II  | 9 000           |
| 2004 | III | 16 000          |
| 2004 | IV  | 26 000          |
| 2005 | I   | 96 000          |
| 2005 | II  | 240 000         |
| 2005 | III | 370 000         |
| 2005 | IV  | 510 000         |
| 2007 | I   | Ponad 1 000     |
| 2007 | II  | Ponad 1 300 000 |
| 2008 | I   | Ponad 1 700 000 |

W 2006 roku pojawił się inwestor – Piotr Wilam, współtwórca Onet.pl. Witryna zmieniła lokalizację – z amerykańskich firm hostingowych przeniosła się do datacenter ATM S.A. W 2007 w Grono.net zainwestował fundusz należący do firmy Intel.

## Utrata popularności i zamknięcie
Po miesiącach dynamicznego wzrostu nastąpiła stagnacja. W 2008 Grono.net utraciło znaczenie na rzecz nowego serwisu Nasza-Klasa. Powodem spadku ilości aktywnych użytkowników było również odejście w 2009 od dotychczasowego kształtu serwisu na rzecz kopiowania funkcjonalności z innych społeczności. Grono było uważane za gorszą kopię Facebooka, przy czym ten drugi był o wiele wygodniejszy.
W lipcu 2009 Aleksander Kierski, jeden z wierzycieli serwisu grono.net, złożył wniosek o upadłość serwisu z powodu niewypłaconych wierzytelności, jednak 7 września 2009 warszawski sąd rejonowy oddalił powyższy wniosek, uzasadniając tym, że wszyscy wierzyciele zostali spłaceni.
Serwis został zamknięty 1 lipca 2012 r., będąc zastąpionym przez hosting plików, który prawdopodobnie również zakończył działalność.

## Polityka prywatności
Pierwotna teoretycznie zamknięta formuła serwisu zapewniała większą prywatność, niż ma to miejsce w otwartych serwisach. W praktyce jednak serwis rozrósł się do tego stopnia, że otrzymanie zaproszenia przestało być barierą uczestnictwa. Dochodziło nawet do prób sprzedaży zaproszeń w serwisach aukcyjnych.
Grono.net posiadało wpis do GIODO (Generalny Inspektor Ochrony Danych Osobowych).
Na początku 2007 dane użytkowników zostały zindeksowane przez Googlebota i pojawiły się w wyszukiwarce Google. Zawinił błędnie napisany plik Robots.txt. Dostępne były dane, które widoczne powinny być wyłącznie dla zarejestrowanych użytkowników Grono.net.

## Nagrody
8 grudnia 2006 Grono.net zostało uhonorowane nagrodą miesięcznika Aktivist „Nocne Marki” w kategorii „Zajawka 2006: Najlepszy serwis Web 2.0”. Była to druga edycja konkursu, w którym wyróżnienia przyznawane są za największe osiągnięcia w branży rozrywkowej mijającego roku. Wśród nominowanych w tej kategorii znaleźli się: Grono.net, Moblog.pl, Smog.pl i Wrzuta.pl.
W 2007 serwis Grono.net został uhonorowany statuetką CoolBrands. Serwis zwyciężył w kategorii Web 2.0.

## Pozostałe funkcje serwisu
Istniała możliwość zamieszczenia odnośników do plików wideo i dodawania muzyki w formacie mp3.
Inne funkcjonalności serwisu to m.in. geolokalizacja (umożliwia Gronowiczom zaznaczenie na mapie miejsca w którym mieszkają, a także na znalezienie innych Gronowiczów), Wydarzenia (sprawdzanie, co się dzieje w klubach, kinach czy galeriach w okolicy, a także dodawanie własnych wydarzeń), ogłoszenia (wiadomości na temat sprzedaży/kupna towarów, poszukiwań pracy/pracownika/mieszkania), szkoły (przypisywanie się do swojej klasy czy grupy na studiach).
Serwis Grono.net oferowało również grupę usług mobilnych „SMS Mobile”, m.in. możliwość wysyłania zdjęć bezpośrednio do własnej galerii poprzez MMS, zmianę swojego portretu głównego w serwisie, aktywowanie funkcji Gronowładnego (zaawansowane, płatne opcje konta), a także zmianę swojego statusu (BLIMP).

### Blimp
W kwietniu 2007 Grono.net wprowadziło nową funkcję – Blimp (status użytkownika), będącą odpowiednikiem Twittera. Dzięki Blimpom Gronowicze mogli powiadomić znajomych o swoim stanie ducha, zaprosić na imprezę lub po prostu wpisać jakikolwiek tekst, którym chcieli się podzielić z innym Gronowiczami.
Kilka tygodni później uruchomiony został zapowiadany wcześniej serwis Blip.pl o bardzo podobnej funkcjonalności (później przejęty przez Gadu-Gadu). Domena była zarejestrowana przed uruchomieniem Blimpa, a nazwa rozgłaszana przez autora, więc w polskiej blogosferze pojawiły się komentarze oskarżające Grono o plagiat.
Premierze Blimpa towarzyszyła także kontrowersyjna kampania reklamowa polegająca na spamowaniu popularnych polskich blogów.

### Program partnerski
W grudniu 2007 Grono.net zainaugurowało działanie programu partnerskiego strefa.grono.net. Program powstał jako odpowiedź na potrzebę identyfikacji użytkowników Grono.net „poza siecią”. Każdy Gronowicz, który decyduje się na uczestnictwo w Strefie Grono.net, otrzymuje imienną kartą członkowską, która uprawnia go do zniżek w punktach partnerów programu oraz do bezpłatnego uczestnictwa w imprezach organizowanych przez Grono.net.

### Miss Polskiz Grono.net
W 2008 Grono.net jako pierwszy serwis społecznościowy weszło na prawach organizatora regionalnego do wyborów miss Polski. Spośród zgłoszeń nadesłanych przez użytkowniczki to internauci, a nie wyselekcjonowane jury, wybrało miss Grona, która wzięła udział w półfinałach Miss Polski 2008.

## Szczegóły techniczne

### Serwery
Grono.net posiadało 130 serwerów fizycznych. Każdy z serwerów miał od 2 do 8 procesorów. Sumaryczna pojemność pamięci operacyjnej wszystkich maszyn wynosiła ponad 700 GB oraz ponad 60 TB sumarycznej pamięci dyskowej. Połączenia pomiędzy maszynami zapewniały gigabitowe, spięte ze sobą w technologii światłowodowej switche z serii Catalyst firmy Cisco. Każda z krytycznych maszyn miała dwa niezależne łącza do switcha. Serwery ulokowane były w pięciu szafach 19″.
Grono.net pracowało na kilku niezależnych łączach. Partnerem telekomunikacyjnym serwisu było ATM. Grono.net było też uczestnikiem warszawskiego punktu wymiany ruchu (WIX).
Kopie gronowych baz danych, konfiguracji i logów wykonywane były codziennie. Po sporządzeniu kopii zapasowej dane użytkowników były szyfrowane kluczem publicznym i składowane w dwóch odległych od siebie miejscach w Polsce i za granicą. Odszyfrowanie tych danych wymagało poufnego klucza prywatnego zdeponowanego w banku.

### Technologie
Grono.net było zbudowane w oparciu o wiele technologii, część z nich opensourcowych: Python (jako pierwsza w Polsce duża witryna), Django (największy na świecie serwis stworzony w tym frameworku), PostgreSQL, Memcached, Lighttpd, Nginx, Haproxy (dzięki stałej współpracy z jego twórcą informatycy Grono.net wpływali na kształt najnowszych wersji tego projektu), Sphinx, Lucene. Grono.net korzystało również z autorskich rozwiązań np. Spreadfs (storage napisany całkowicie w Pythonie), ListServer (cache).
Twórcy Grono.net chcieli uzyskać system skalowalny horyzontalnie – dołożenie kolejnego komputera powinno liniowo podnosić wydajność usługi.